# Carina Wiese

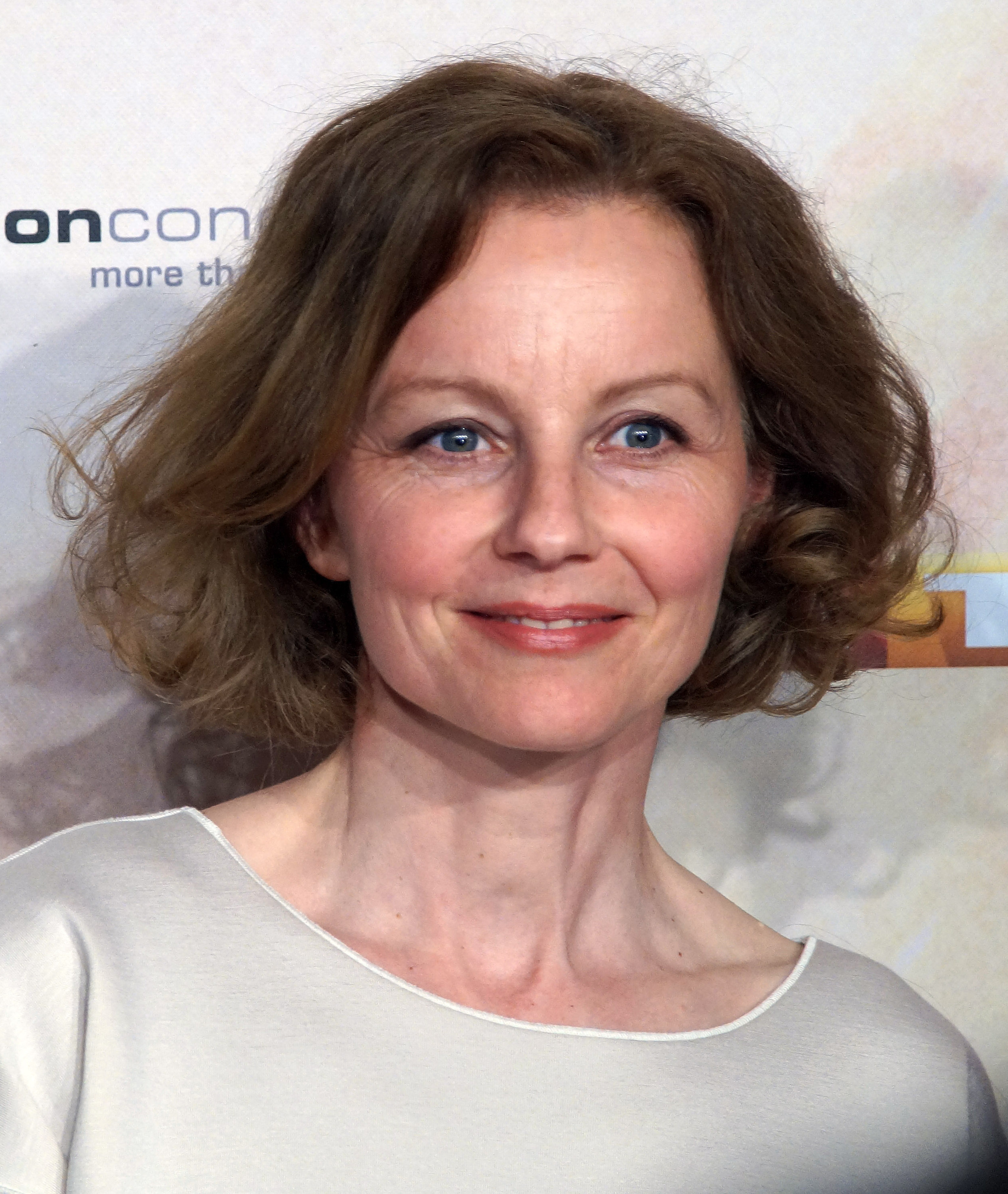
Carina Wiese, 2016

Carina Nicolette Wiese (Dresden, 26 februari 1968) is een Duits actrice. Ze studeerde af aan de Theaterhochschule Hans Otto in Leipzig, de eerste theateracademie in Duitsland. Daarna begon ze haar carrière als hoorspelacteur op de radio. Daarna volgden vele tv-, film- en toneelrollen.
In Nederland is zij vooral bekend vanwege haar rol van Andrea Schäfer, de echtgenote van Semir Gerkhan (Erdoğan Atalay), die zij sinds 1996 in de serie Cobra 11 vertolkte. Op 11 mei 2006 werd de laatste uitzending van deze serie met haar in de rol van politiepostsecretaresse op de Duitse televisie uitgezonden. Vanaf 22 maart 2007, in aflevering 152, keerde ze echter als Semirs echtgenote terug in de serie. Ook was ze in andere Duitse televisieseries te zien, zoals Der Clown en Der Ermittler.

## Filmografie
- 1997–2019: Alarm für Cobra 11 – Die Autobahnpolizei (televisieserie, 200 afleveringen)
- 1998: Der Clown - In der Zange (televisieserie)
- 2001–2003: Der Ermittler (televisieserie, 13 afleveringen)
- 2003–2005: Alarm für Cobra 11 – Einsatz für Team 2 (televisieserie, 10 afleveringen)
- 2005: KussKuss – Dein Glück gehört mir
- 2006: Die Wolke
- 2006–2014: SOKO Wismar (televisieserie, 3 afleveringen)
- 2007: Die Rosenheim-Cops - Fit in den Tod (televisieserie)
- 2008, 2013: SOKO Leipzig (televisieserie, diverse rollen, 2 afleveringen)
- 2009: Effi Briest
- 2009: Phantomschmerz
- 2009: Alle anderen
- 2009–2020: Der Kriminalist (televisieserie, diverse rollen, 3 afleveringen)
- 2010: Drei
- 2010: Satte Farben vor Schwarz
- 2012: Die letzte Spur/Letzte Spur Berlin - Erlebensfall (televisieserie)
- 2012: Wir wollten aufs Meer
- 2012: Tatort: Todesschütze (televisieserie)
- 2012: Der Turm (televisie-tweedeler)
- 2013: Notruf Hafenkante - Riskante Entscheidung (televisieserie)
- 2013: The Book Thief
- 2014, 2020: SOKO Köln (televisieserie, diverse rollen, 2 afleveringen)
- 2015–2020: Deutschland (televisieserie) → zie Ingrid Rauch
- 2015: Tatort: Kälter als der Tod
- 2016: Ein Fall von Liebe - Das Geständnis (televisieserie)
- 2016: Zwei Leben. Eine Hoffnung
- 2017: Marie Brand und das ewige Wettrennen (televisieserie)
- 2017: Dengler: Die schützende Hand (televisieserie)
- 2018: Das schweigende Klassenzimmer
- 2018: Polizeiruf 110: Der Fall Sikorska (televisieserie)
- 2019–2020: Dark (televisieserie, 7 afleveringen)
- 2020: Die verlorene Tochter (televisieserie, 3 afleveringen)
- 2020: Tatort: Die Ferien des Monsieur Murot
- 2020: Tatort: Das perfekte Verbrechen
- 2020: jerks. - Gentleman's Stitch (televisieserie)
- 2021: Der Bergdoktor - Bauernopfer (televisieserie, winterspecial)
- 2021: Joachim Vernau: Requiem für einen Freund (televisieserie)
- 2021: Spreewaldkrimi: Totentanz (televisieserie)
- 2021: SOKO Potsdam - Küsse in St. Tropez (televisieserie)
- sinds 2021: SOKO Leipzig (televisieserie)
- 2022: Schneller als die Angst (televisieserie, 6 afleveringen)
- 2022: SOKO Stuttgart - Vater gesucht (televisieserie)
- 2022: Theresa Wolff – Waidwund (televisiefilmreeks)
- 2022: Sam – Ein Sachse (televisieserie, Disney+)
- 2023: Doktor Ballouz (televisieserie, 2 afleveringen)
- 2023: WaPo Elbe (televisieserie)

## Hoorspelen (selectie)
- 1991: Der kleine Prinz (MDR)
- 1991: Die Geschichte eines kleinen Kuckucks (Sachsenradio)
- 1991: Die Löffel (MDR)
- 1991: Drei Klopse (MDR)
- 1991: Deine Schwester, meine Frau (20 Folgen)
- 1991: Der schwarze Ritter (MDR)
- 2017: Lutherland (MDR Kultur)
- 2017: Manitu (MDR Kultur)
- 2018: Karl Marx statt Chemnitz (MDR Kultur)
- 2019: Die Entgiftung des Mannes (MDR Kultur)
- 2020: Gefundenes Fressen (MDR Kultur)
- 2021: Die verkehrte Frau (MDR Kultur)